# YIT

Företagets logotyp.

YIT Oyj är ett finländsk byggnads- och installationsföretag, vilket grundades 1940 som Pellonraivaus Oy, hette från 1968 Perusyhtymä Oy och fick sitt nuvarande namn 1987. 
Pellonraivaus Oy arbetade i nära samverkan med kolonisationsmyndigheterna och röjde över 110 000 hektar ny åkerjord. Verksamheten styrdes småningom över till grundarbeten, brobyggen, väg- och vattenbyggnad samt kommunaltekniska infrastrukturuppdrag. År 1960 förvärvades Vesto Oy (grundat 1942) och 1961 Ab Allmänna Ingeniörbyrån (se Ragnar Kreuger). Bland övriga dotterbolag märktes A.W. Liljeberg Oy (grundat 1936, till Perusyhtymä 1975) och Auran Rautateollisuus Oy (grundat 1913, till Perusyhtymä 1964). 
YIT blev Finlands största byggnadskoncern och husbyggnad var snart dess huvudbransch. År 1985 köptes byggnadsföretaget Otto Wuorio Oy (grundat 1919) och 1995 Huber Oy Ab. I och med förvärvet av Primatel Oy 2002 är YIT numera närmast ett serviceföretag där husbyggnadsverksamheten utgör mindre än hälften av omsättningen. Företaget utför även industriella rörentreprenader, idkar fastighetsskötsel och -underhåll samt underhåller och bygger datanät (Primatel) i hela landet och i grannländerna. Omsättningen var 2006 3 300 miljoner euro och antalet anställda 21 300. 